# Baie de Narva
La baie de Narva (en estonien : Narva laht, en russe : Нарвский залив), également appelé golfe de Narva ou encore estuaire de Narva, est une baie située au sud du golfe de Finlande, elle sépare l'Estonie de la Russie. La péninsule de Kurgalski la sépare de la baie de Louga à l'est. La baie mesure 40 km de long et 90 km de large à son embouchure. La rive orientale est basse et sablonneuse, alors que sa rive sud est plutôt escarpée. La baie est recouverte par la glace de décembre à mars. La Narva se jette dans la baie au niveau de la ville de  Narva-Jõesuu.